# Pompe turbomoléculaire
Pour les articles homonymes, voir Pompe (homonymie).
Ne doit pas être confondu avec Turbopompe.
Une pompe turbomoléculaire est un type de pompe à vide, utilisée pour tirer et maintenir une enceinte sous vide poussé, jusqu'à 10−7 Pa,. Il s'agit d'une pompe cinétique, le pompage, ou plutôt la compression puisqu'il s'agit d'un gaz, s'effectuant à l'aide d'une multitude d'étages de rotor en rotation et de parties statoriques de redressement fixes.

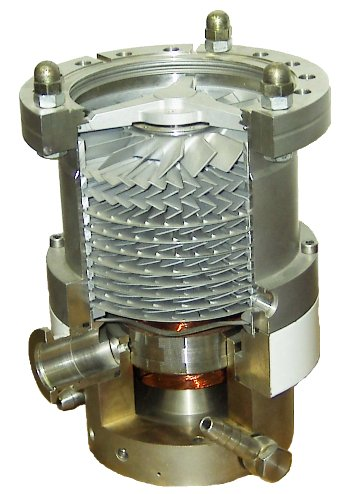
Vue en coupe d'une pompe à vide turbomoléculaire.

## Principe de fonctionnement
Une pompe turbomoléculaire fonctionne de manière très similaire à un compresseur axial qui transmet de l'énergie dans le gaz qu'il extrait en le comprimant par accélérations et diffusions successives. Le rotor est mis en rotation à l'aide d'un moteur électrique et le mouvement de rotation est assuré par des paliers qui peuvent être lubrifiés, à billes ou à sustentation magnétique. La seule différence de principe par rapport à un compresseur axial, est que les très faibles niveaux de pression obtenus réduisent le nombre de molécules à un niveau tel que la vitesse des pales en rotation doit être de l'ordre de grandeur de la vitesse propre des molécules. En effet, une pompe turbomoléculaire ne peut fonctionner que si les molécules ayant rebondi sur les pales en rotation atteignent la partie statorique avant d'entrer en collision avec d'autres molécules en chemin.